# Phyllopodopsyllus ancylus
Phyllopodopsyllus ancylus is een eenoogkreeftjessoort uit de familie van de Tetragonicepsidae. De wetenschappelijke naam van de soort is voor het eerst geldig gepubliceerd in 1992 door Mielke.